# Hühnerkirche
Die Hühnerkirche ist ein denkmalgeschütztes Hofgut mit integrierter Gaststätte in der hessischen Taunusgemeinde Hünstetten. An dieser Stelle stand im 16./17. Jahrhundert eine Kirche, auf die der Name zurückzuführen ist. Bekannt ist, dass hier als Gäste schon Zar Alexander II. von Russland und Mitglieder der rumänischen Königsfamilie nächtigten.

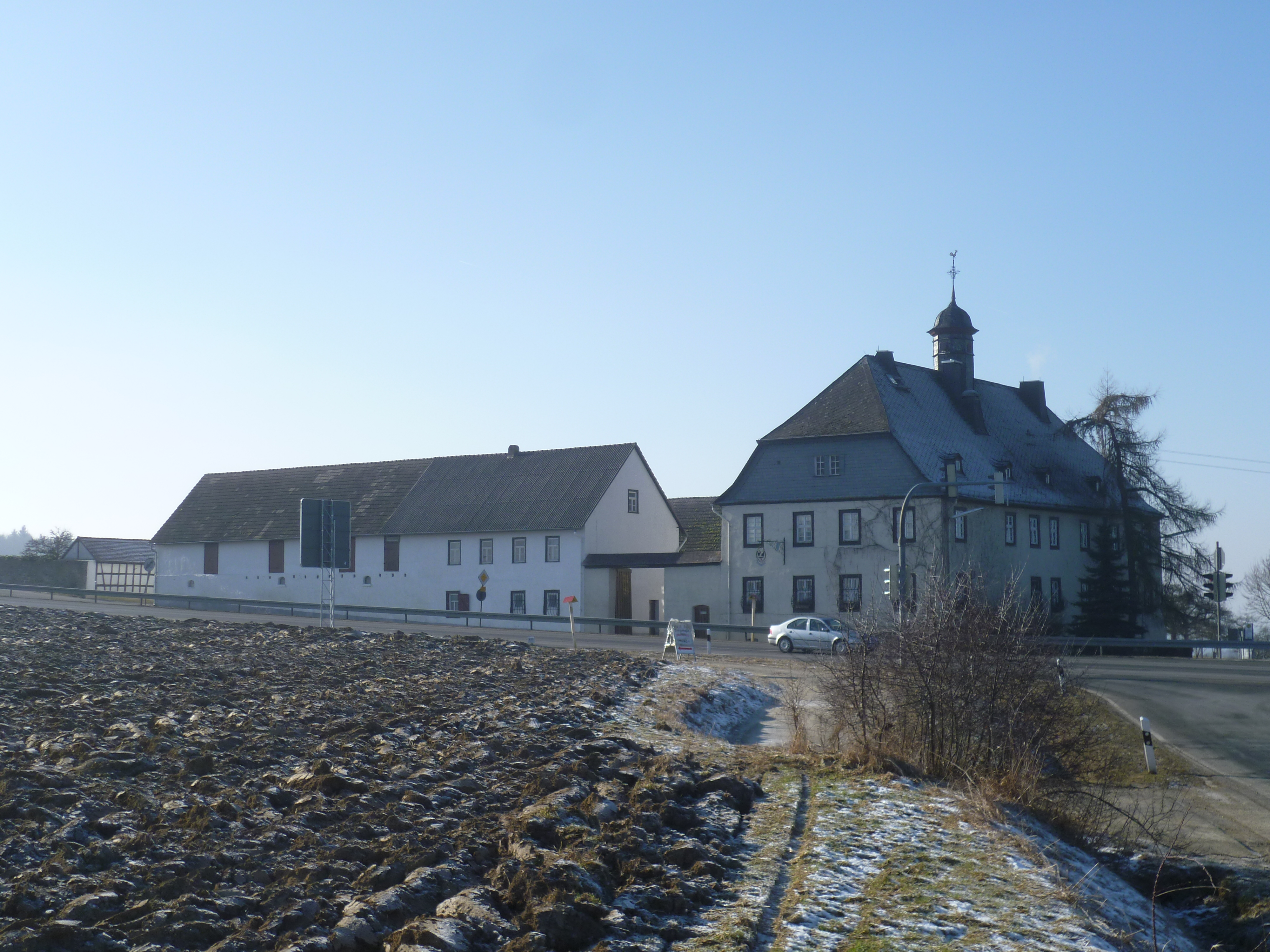
Die Hühnerkirche von Osten her gesehen

## Geographische Lage
Die Hühnerkirche liegt mittig zwischen den im Mittelalter besonders bedeutsamen Städten Limburg und Mainz in der Gemeinde Hünstetten. Westlich fällt das Gelände zum Ortsteil Limbach ab, zu dessen Gemarkung sie zählt, ostnordöstlich zum Ortsteil Wallbach. Zur Ortsmitte beider Dörfer ist das an der Kreuzung von Bundesstraße 417, dort Hühnerstraße genannt, und Landesstraße 3275 gelegene Gut jeweils etwa einen Kilometer entfernt. Es befindet sich etwa 800 m südlich des Hühnerbergs (410,4 m ü. NN) auf rund 375 m ü. NN.

## Beschreibung
Die Hühnerkirche ist eine vierseitig geschlossene Hofanlage. Das im Norden gelegene Herrenhaus von 1775 ist aus Bruchsteinmauerwerk errichtet. Lediglich der Giebelbereich ist mit Fachwerk ausgeführt. Das verputzte Gebäude weist ein Krüppelwalmdach auf und wird von einem Haubendachreiter geprägt.

## Geschichte
Auf die frühe Besiedlung der Gegend um die Hühnerkirche deuten zahlreiche Hügelgräber im Walddistrikt Amtsmannsheck auf dem Hühnerberg hin. Erst mit der Gründung des Benediktinerklosters Bleidenstadt Ende des 8. Jahrhunderts ist davon auszugehen, dass sich der christliche Glaube in der Gegend verbreitete.
Im Jahr 1515 wird erstmals eine Kapelle „Unserer lieben Frauen“ auf dem „Honerberg“ erwähnt, die das Ziel von Wallfahrten war. Warum gerade hier eine Kapelle stand, ist heute unklar. Vermutet wird, dass schon damals an dieser Stelle eine Besiedlung existierte, etwa in Form eines Hofguts oder auch einer Ansiedlung, auf die die Gemarkungsbezeichnung Eichelshausen für ein nördlich liegendes Flurstück hindeutet. Sie könnte auch als Kleinkirche für die abgegangenen Orte Freienrod und Breitenscheid (wohl südlich im Grenzgebiet der Gemeinden Strinz-Trinitatis, Görsroth, Oberlibbach und Kesselbach) gedient haben. 1525 stiftete der Landesherr Graf Philipp II. von Nassau Geld zum Bau einer neuen Kapelle.
Bis zur Reformation Mitte des 16. Jahrhunderts gehörte die Kirche zur Pfarrei Strinz-Trinitatis, nach 1546 blieb die Kirche ungenutzt und verfiel. 1568 erlaubte Kaiser Maximilian II. auf Bitten von Graf Johann das Abhalten eines Jahrmarktes. Bis zu drei Märkte wurden jährlich abgehalten, 1654 nach Limbach und 1782 wieder an die Hühnerkirche zurück verlegt.
Während des Dreißigjährigen Krieges, besonders im Jahr 1634, wurde die Kirche schwer beschädigt. 1655 wurden Baumaterialien der Kirchenruine an die Gemeinde Walsdorf verkauft, wo sie zum Bau des dortigen Gotteshauses Verwendung fanden. Ein Teil des Materials wurde auch beim Bau am Idsteiner Schloss verwendet. Weiteres Material landete 1668 beim Ausbau der Idsteiner Unionskirche. Die aus dem 15. Jahrhundert stammende Glocke war kurzzeitig am Hexenturm in Idstein angebracht.
Für die Mitte des 18. Jahrhunderts sind erste Pläne für eine Nutzung der noch vorhandenen, verfallenen Außenmauern der alten Kirche als Posthaus bekannt. Um 1770 erfolgte jedoch der Abriss der Mauerreste. 1778 übernahm der Hauptmann der nassauischen Landesmiliz Ambrosius Antoni das im Jahr zuvor fertiggestellten Gebäude als Posthaus. Endgültig eingerichtet war die Poststation 1783. Neben der Umspannstation für die Postkutschen – mindestens 50 Pferde wurden hier unterhalten – und dem landwirtschaftlichen Hofgut gab es an der Hühnerkirche eine Schmiedewerkstatt, ein Backhaus, eine Pferdeschwemme, eine Holzhandlung, eine Brauerei und eine Schnapsbrennerei. Dokumentiert ist noch für 1855 eine Mautstelle auf der Hühnerstraße.
Im Hauptgebäude wurde 1778 auch die Glocke wieder aufgehängt. Sie wurde im Ersten Weltkrieg eingeschmolzen. 1994 wurde eine kleine Bronzeglocke mit gleicher Inschrift wieder installiert.
Ab 1795 war die Hühnerkirche verpachtet. Die anfangs gute wirtschaftliche Lage verschlechterte sich, vor allem, weil das Anwesen sehr unter kriegerischen Auseinandersetzungen litt. Speziell 1795/96 zur Zeit des ersten Koalitionskriegs erlitt die Hühnerkirche große Verluste. Aber auch beim Vorbeimarsch der Armee Blüchers im November 1813 während des sechsten Koalitionskriegs wurde durch einquartierte Soldaten geplündert und Inventar zerstört.
Im Jahr 1822 wurde die Poststation nach Neuhof verlegt. Damit beschränkte sich die Nutzung der Hühnerkirche fortan auf die Landwirtschaft, später auch wieder mit Gastbetrieb.
Im Jahr 1865 übernahm die Familie Alberti das Anwesen, das sie seit 1806 bereits in Erbpacht hatte, und bewirtschaftet dieses noch heute.
Bis in die 1960er Jahre hinein fand an der Hühnerkirche traditionell ein Heiratsmarkt statt. Schon im 18. Jahrhundert wurde diese Tradition dokumentiert.